# Kariya
Kariya è una città giapponese della prefettura di Aichi.